# Portello
Portello is een metrostation in de Italiaanse stad Milaan dat werd geopend op 6 juni 2015 en wordt bediend door lijn 5 van de metro van Milaan.

## Geschiedenis
In september 1997 opende de jaarbeurs (Fiera) van Milaan een congrescentrum met vier tentoonstellingshallen, Fieramilanocity, op het terrein van de voormalige fabriek van Alfa Romeo. In verband met ruimtegebrek voor verdere uitbreidingen werd besloten om de jaarbeurs te verhuizen naar Rho hetgeen in 2005 werd gerealiseerd. Het jaarbeursterrein zou worden herontwikkeld, het City Life project, maar Fieramilanocity bleef in de stad. In november 2006 volgde het tracébesluit voor het westelijke deel van metrolijn 5 met een station bij Fieramilanocity. De bouw van het station begon in juli 2011 en een maand na de opening van de lijn kon op 6 juni 2015 ook het station zelf in gebruik genomen worden. 

## Ligging en inrichting
Het station ligt onder het kruispunt van de Viale Lodovico Scarampo / Via Guglielmo Silva vlak ten westen van het congrescentrum. De toegangen liggen ten westen van het kruispunt aan weerszijden van de  Viale Lodovico Scarampo. Achter de toegangspoortjes ligt de ondergrondse verdeelhal op niveau -1 die met (rol)trappen en liften is verbonden met de perrons. Hoewel het station langs de gevel van de Fieramilanocity ligt werd dit niet aan de stationsnaam toegevoegd. Langs de perrons is wel de tekst ex-Alfa Romeo aan de stationsnaam toegevoegd als verwijzing naar het vroegere gebruik van het terrein. De wanden bestaan uit gladde licht getinte stenen terwijl de friezen met bewegwijzering zijn uitgevoerd in de lijn kleur paars.